# ドイチェ・フースバルマイスターシャフト1902-1903
ドイチェ・フースバルマイスターシャフト 1902-1903は、ドイツサッカー協会によって開催された第1回目のクラブチーム全国大会である。VfBライプツィヒ (1893年設立)が優勝し、初代ドイチャー・フースバルマイスターとなった。

## 概要
ドイチェ・マイスターシャフト (DM) は、1903年5月3日から5月31日にかけて行われた。シーズンが「1902-1903」となっているのは、出場クラブが優勝した各地域協会選手権 (レギオナルマイスターシャフト) が1902年に始まったからである。それら地域協会のうち唯一ドイツ帝国の外にあったのが、オーストリア＝ハンガリー帝国・ボヘミア王国のプラハにあった、プラハ・ドイツサッカー協会であり、彼らはドイツサッカー協会とオーストリアサッカー連合 の両方のメンバーであった。そのほかの5協会は、全てドイツ国内の地域統括団体である。
方式は1試合制のトーナメント方式で、試合会場は準々決勝と準決勝第1試合が片方のクラブのホームタウン、準決勝第2試合 (不成立) と決勝戦が中立地での開催だった。しかしそれは日程上の問題からそうなったのであり、本来は全ての試合を中立地開催する予定だった。

## 出場クラブ[1]
決勝戦が行われた1903年5月31日時点で、DFBは134の加盟クラブを抱えていたが、しかし彼らは所属する地方協会を通じて間接的にに加盟しているに過ぎなかった。1902－1903シーズンに地域大会の開催実績が確認されているのは、4つの協会である。
中部ドイツ球技協会 (現在のザクセン州・ザクセン＝アンハルト州・テューリンゲン州を統括)、南部ドイツサッカー協会 (現在のバイエルン州・バーデン＝ヴュルテンベルク州・ヘッセン州の南部・ザールラント州・プファルツ地方・モゼル地域・エルザス＝ロートリンゲンを統括)、西部ドイツ競技協会 (現在のノルトライン＝ヴェストファーレン州・ヘッセン北部と中部・ニーダーザクセン州・オスナブリュックを統括)、以上の3協会はかなり安定した選手権を開催していた。しかし、西部だけはまだDFBに加盟していなかったので、地域王者 (ケルナーSC1889) を出場させられなかった。
ベルリン球技クラブ協会とマルクサッカー協会 (現在のブランデンブルク州を統括) は主導権争いの状態にあり、北部・北東部・南東部の協会はまだ地域選手権を創設していなかった。北部ドイツサッカー協会 (現在のシュレースヴィヒ＝ホルシュタイン州・ハンブルク・ブレーメン・メクレンブルク＝フォアポンメルン・上記以外のニーダーザクセン地域を統括) は1906年、バルト芝生・ウィンタースポーツ協会 (ポンメルン・東プロイセン・西プロイセンを統括) 1907年、南東ドイツサッカー協会 (ブレスラウとニーダーラウジッツを統括) は1906年に、それぞれ地域選手権を創設するのだが、この時点ではまだ地域王者を送り出せる状態になかった。
DFBの正会員だった協会だけに出場枠が与えられ、彼らが開催した1902－1903年の地元選手権王者、もしくは任意に選ばれたクラブが出場を認められた。1クラブ当たり登録選手は最大16人までで、準々決勝の4週間前までに登録を済ませなければならなかった。結果として、6協会から1クラブずつが出場登録をしただけだった。
| クラブ                           | 出場資格                                                    |
| DFCプラーク                      | プラハ・ドイツサッカー協会の代表                            |
| ベルリナーTuFCブリタニア92       | VBBベルリナー・フースバルマイスターシャフト1902-1903優勝    |
| VfBライプツィヒ (1893年)         | ミッテルドイチェ・フースバルマイスターシャフト1902-1903優勝 |
| マクデブルガーFCヴィクトリア1896 | VMBVマイスターシャフト1902-1903優勝                         |
| アルトナーFC1893                 | HAFBマイスターシャフト1902-1903優勝                         |
| カールスルーアーFV               | ズュートドイチェ・フースバルマイスターシャフト1902-1903優勝 |

## 準々決勝
| 1903年5月3日 | アルトナーFC1893 | 8 - 1 | マクデブルガーFCヴィクトリア1896 | エクセルツィーアヴァイデ, アルトナ |  |
|              |                  |       |                                  |                                    |  |

| 1903年5月10日 | ベルリナー・ブリタニア | 1 - 3 | VfBライプツィヒ | ラートレンバーン・フリーデナウ, ベルリン |  |
|               |                        |       |                 |                                          |  |

| 1903年5月10日 | DFCプラーク | 中止 | カールスルーアーFV | ミュンヘン もしくはプラハ |  |
|               |             |      |                    |                           |  |

今大会最初の試合では、ホームのアルトナーFCが、マクデブルガーFCヴィクトリアに7点差で圧勝した。MVP級の活躍を見せたMFで主将のフランツ・ベーアは、アルトナーFCが敗退した後で決勝戦レフェリーを務めた。アルトナーFCの5トップのうち4人が得点し、セルビア王国人のミクロス・ブラダノヴィッチ、ヘルダー、ヴァルターの3人はいずれも2ゴールを決めた。マクデブルガーは敗色濃厚となった後に、ハンス・アダムのゴールで1点を返した。
1週間後、大会史上初のアウェイ勝利を記録したのが、最終的に優勝するVfBライプツィヒだった。中立地とは言えない環境であったが、ベルリナー・ブリタニアは完全に圧倒され、88分にリヒャルト・ミュラーが1点を返すのが精いっぱいであった。ライプツィヒは後に得点王となるブルーノ・シュタニシェフスキが1点、ハインリヒ・リゾが2点を決めた。
3試合目にしてようやく中立地と呼べる開催地が選ばれた。ところがDFCプラークは、自分たちのホームタウンでやったほうが多くの観客が入るとして、ミュンヘン開催を拒否。この態度にカールスルーアーFVが抗議したので、DFBは両クラブを準決勝に進出させた。

## 準決勝
| 1903年5月17日 | VfBライプツィヒ | 6 - 3 | アルトナーFC | ラートレンバーン・ライプツィヒ, ライプツィヒ |  |
|               |                 |       |              |                                              |  |

| 1903年5月17日 | DFCプラーク | 中止 | カールスルーアーFV | ライプツィヒ |  |
|               |             |      |                    |              |  |

またしても中立地開催原則が破られ、VfBライプツィヒはホームタウンで準決勝を戦った。にも拘わらずアルトナーFCは0－2と先行し、後半に入ってVfBライプツィヒが巻き返しても、途中までは3－3のスコアだった。そこからエドガー・ブリューアー、ハインリヒ・リゾ、ブルーノ・シュタニシェフスキの得点で一気に3点差をつけ、実質的ホームチームが勝利した。アルトナーFCの3点は、前の試合でも点を決めたブラダノヴィッチ、ヘルダー、ヴァルターによるものだった。ちなみにブラダノヴィッチは、1903年9月6日に1500メートル走のドイツチャンピオンになっている。

DFCプラークとカールスルーアーFVの準決勝は、1週間前と同じく不成立となった。今回はライプツィヒでの開催と決まっていたが、しかし電報のミスにより「試合が延期になった」という誤情報がカールスルーアーFVに伝わり、そのため彼らは試合日に開催地に来られなかった。DFBはカールスルーアーFVを失格処分にし、不戦勝でDFCプラークが決勝に進出した。注目すべきことは、DFCプラークが他のクラブと二重登録状態にある、オーストリア代表級の選手多数を抱えていたことである。二重登録状態での選手起用は規定に違反していた。また、当時DFB会長であったフェルディナント・ヒュッペは、DFCプラークの会長も兼任していた。

## 決勝
| 1903年5月31日 日曜日 | VfBライプツィヒ (1893) | 7 - 2 | DFCプラーク                   | エクセルツィーアヴァイデ, アルトナ                   |  |
|                      | W・フリードリヒ 31分 · A・フリードリヒ 49分 · リゾ 54分 · シュタニシェフスキ 69分 · リゾ 71分 · シュタニシェフスキ 85分 · リゾ 88分 |       | マイアー 22分 · マイアー 65分 | 観客数: 750 - 2000 主審: フランツ・ベーア (アルトナ) |  |

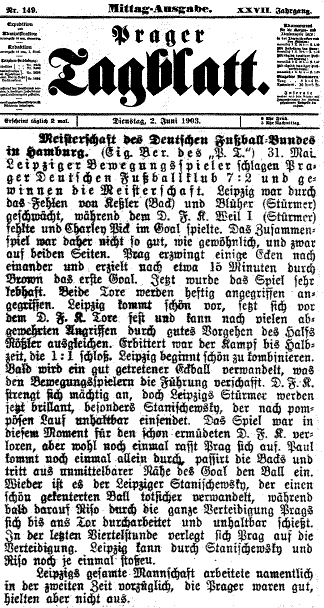
プラハの新聞Prager Tagblattの1903年6月2日号が、決勝戦の結果を報じている。

ドイチェ・マイスターシャフト最初の決勝戦はカッセルで予定されていたが、スタジアムの所有者であるホームクラブが、決勝直前に所有権を剥奪されてしまったので、急遽アルトナに開催地が変更された。しかし試合に使えるサッカーボールが著しく破損し、急遽ホームクラブのアルトナーFCが代わりのボールを提供するという騒動があって、16時試合開始の予定が45分から一時間半ほど遅れてしまった。
アルトナーFCの会長・チーム主将のフランツ・ベーアが主審を務めた決勝戦は、22分にDFCプラークのマイアーの得点で均衡が破られた。VfBライプツィヒは9分後にヴァルター・フリードリヒが同点弾を決めると、ハーフタイム直前にアーデルベルト・フリードリヒがコーナーキックを直接決めて、2－1と逆転した。後半に入ってハインリヒ・リゾが決勝弾を決め3－1となるが、DFCプラークはマイアーの得点で1点差に追いすがる。そこからリゾとシュタニシェフスキが2ゴールずつを決め、DFCプラークは息の根を止められた。リゾは決勝戦初のハットトリック達成に加え、シュタニシェフスキとともに6ゴールで初代得点王となった。
DFCプラークは、クラブに籍がないオーストリア人選手を7人起用していたとのことである。この急増補強がチームワークを乱した可能性はあり、また出場選手の申し込みでも手続きミスを犯していた。いずれにせよ、VfBライプツィヒの力量が優勝に値したことは間違いなかった。

## 優勝メンバー

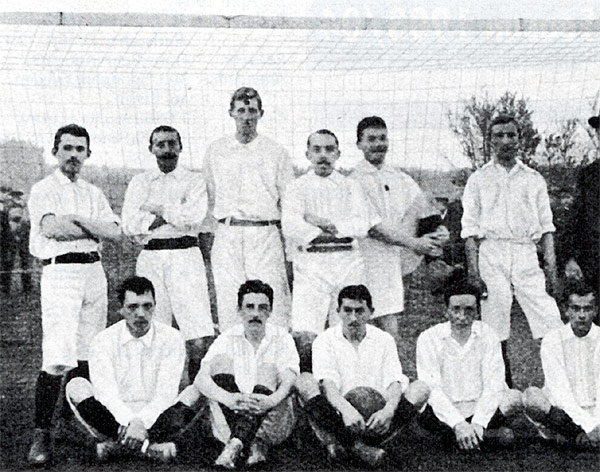
1901年のVfBライプツィヒの写真。
後列左から：レスラー、シェッフラー、ライト、ブラオネ、ケスラー、ヴァルター・フリードリヒ。
前列左から： レイネ、シュタニシェフスキ、ハーファーコーン、ハーボトル、リゾ

選手名の後ろのカッコ内数字左側が出場試合数、右側が得点数である。VfBライプツィヒの監督兼会長だったテオドール・シェーフラーはクラブ躍進の立役者だったが、この2か月前に若くして亡くなっており、今大会のチームは監督不在だった。
| VfBライプツィヒ | |
| VfB Leipzig     | - GK: エルンスト・ラフト (c) (3/-) - DF: ヴィルヘルム・ケスラー (サッカー選手) (2/-)、 エアハルト・シュミット (サッカー選手・一世) (3/-)、 アルトゥール・ヴェルナー (サッカー選手) (3/-) - MF: オットー・ブラオネ (2/-), ヴァルター・フリードリヒ (サッカー選手) (2/1)、 ヴィルヘルム・レースラー (3/-) - FW: オットマール・アスムス (1/-)、 エトガー・ブリューアー (2/2)、アーダルベルト・フリードリヒ (3/1)、ハインリヒ・リゾ (3/6)、 ブルーノ・シュタニシェフスキ (3/6)、 ゲオルク・シュタインベック (3/-) - 監督: – |

## 得点ランキング
| 選手 | 選手                                    | 所属                         | 試合数 | 得点数 |
| ---- | --------------------------------------- | ---------------------------- | ------ | ------ |
| 1.   | ハインリヒ・リゾ                        | VfBライプツィヒ              | 3      | 6      |
| 1.   | ブルーノ・シュタニシェウスキ            | VfBライプツィヒ              | 3      | 6      |
| 3.   | ミクロース・ブラダノヴィッチ            | アルトナー                   | 2      | 3      |
| 3.   | ヘルダー                                | アルトナー                   | 2      | 3      |
| 3.   | ヴァルター                              | アルトナー                   | 2      | 3      |
| 6.   | マイアー                                | DFCプラハ                    | 1      | 2      |
| 7.   | エトガー・ブリューアー                  | VfBライプツィヒ              | 2      | 2      |
| 8.   | ハンス・アダム (サッカー選手)           | マグデブルガー・ヴィクトリア | 1      | 1      |
| 8.   | リヒャルト・ミュラー (サッカー選手)     | ベルリナー・ブリタニア       | 1      | 1      |
| 10.  | ヴァルター・フリードリヒ (サッカー選手) | VfBライプツィヒ              | 2      | 1      |
| 10.  | パウル・プレーツ (サッカー選手)         | アルトナー                   | 2      | 1      |
| 10.  | ヘルマン・シュトルーフェ                | アルトナー                   | 2      | 1      |
| 13.  | アーダルベルト・フリードリヒ            | VfBライプツィヒ              | 3      | 1      |

## 記念碑
決勝戦の会場となったエクセルツィーアヴァイデは、「アルトナ・パレードグラウンド」ともいわれたが、現在はもう跡形もなくなっている。この会場はハンブルク＝アルトナの中の、ハンブルク＝バーレンフェルトの工場地帯にあり、RondenbargとMarlowringの交差点あたりである。2011年9月3日、サッカーファン有志の団体「イニシアチブ1903」の基金により、この場所にドイチェ・フースバルマイスターシャフト第1回決勝戦開催を記念した、石造のモニュメントが作られた。
石はライプツィヒのブルーノ＝プラッヒェ＝シュタディオンから削ってきたもので、消滅したVfBライプツィヒがかつてホームスタジアムとしており、その光景クラブを辞任する1.FCロコモティヴ・ライプツィヒが現在本拠地としている。記念碑の石材は専門的職人によって削り出されたもので、これと同じ石材の2つ目の記念碑が、今度はブルーノ＝プラッヒェ＝シュタディオンにも建てられた。2012－2013シーズンのロク・ライプツィヒのホーム開幕セレモニー、およびスタジアム開場90周年記念式典でお披露目された記念碑は、1300人のサポーターの協力で作られた。
結局1試合もプレーすることなく敗退したカールスルーアーFVだったが、彼らも記念碑を作った。2013年6月1日、サポーター有志が「イニシアチブ1903」という団体を作り、クラブから公式に認められて資金援助を受けた。そしてクラブ発祥の地であるカールスルーエ市内の「イングランド広場」に彼らの文化的活動のためのスペースを作り、DFCプラハとの実現することのなかった試合を記念する石碑を建てた。お披露目の後、イベントとしてカールスルーアーFVの「名誉チーム」とイニシアチブ1903のチームで試合を行った。
4つ目の記念碑を作ったのは、初戦で敗退したベルリナーSV92 (ベルリナー・ブリタニア) である。ベルリンのシュタディオン・ヴィルマースドルフ内のクラブ経営カジノの傍に、2014年9月27日彼らの作った記念碑が建った。さらに2015年9月12日から13日にかけて、イニシアチブ1903はチェコの首都プラハに招待され、そこでDFCプラークの準優勝をたたえる記念碑を建て、決勝戦を再現する試合が行われた。再建されたDFCプラークとイニシアチブ1903のチーム同士が対戦し、おそらく演出により、2－7のスコアで負けた。2016年10月2日、一連の記念事業の終着地点マクデブルクに6個目の記念碑が建てられた。マクデブルガーFCヴィクトリアの歴史を一部継承している総合スポーツクラブ、TuS1860マクデブルク＝ノイシュタットのグラウンドがその場所である。式典では1.FCマクデブルク、TuS1860、ロコモティヴ・ライプツィヒのユースチームの試合が行われ、最後はイニシアチブ1903とTuS1860の試合で幕を閉じた。

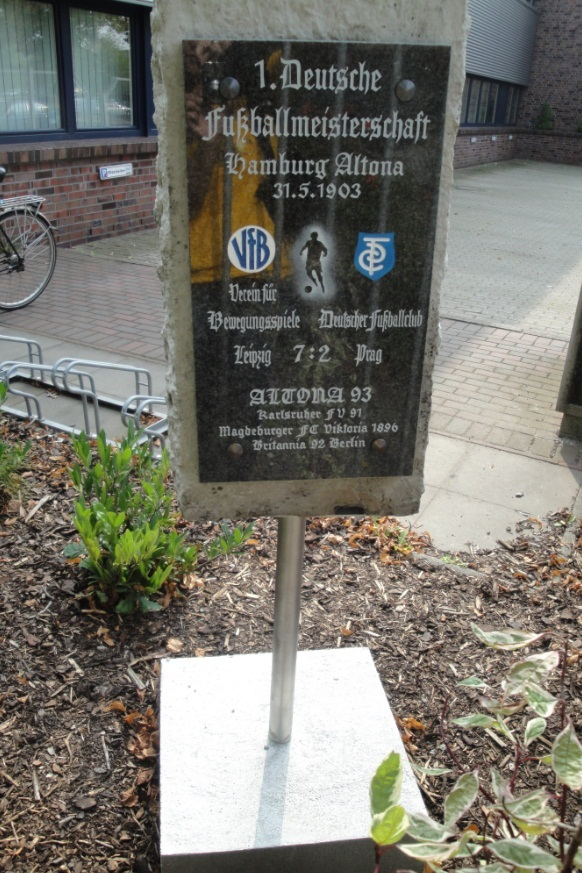
ハンブルクの記念碑 (1個目)
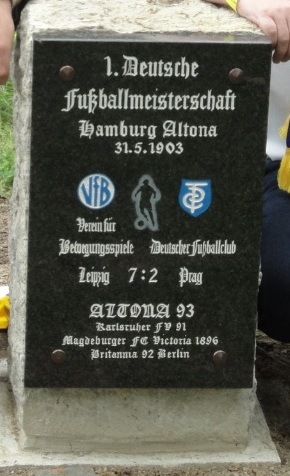
ライプツィヒの記念碑 (2個目)
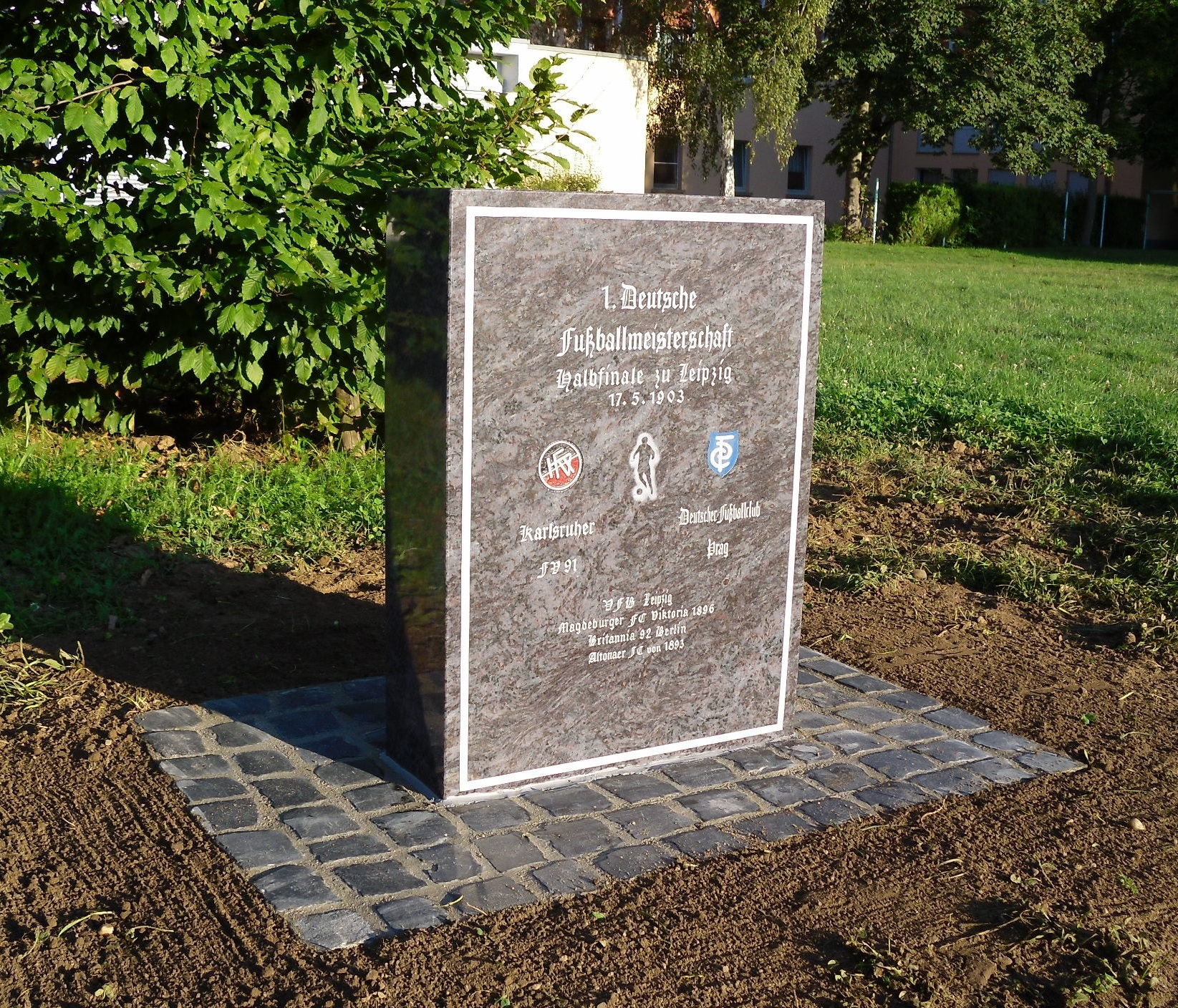
カールスルーエの記念碑 (3個目)
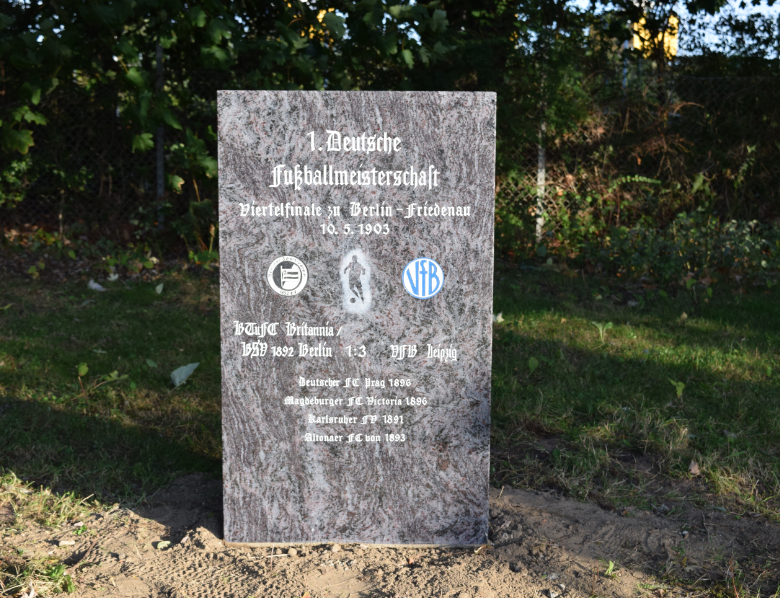
ベルリンの記念碑 (4個目)
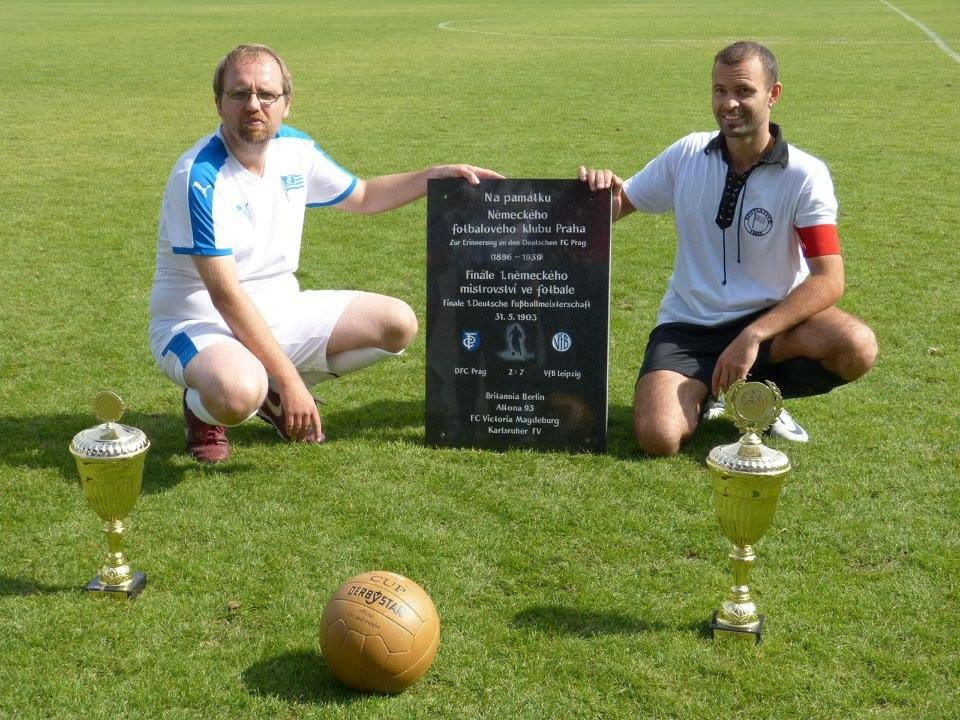
プラハの記念碑 (5個目)
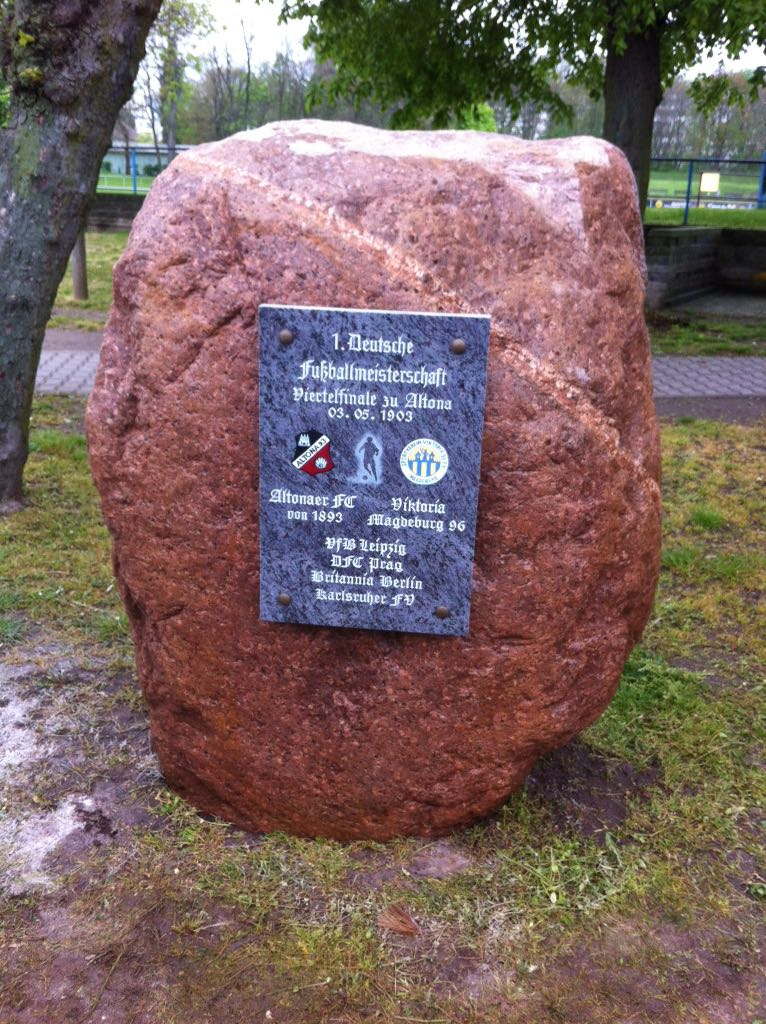
マグデブルクの記念碑 (6個目)